# Honda VF 750F
La Honda VF 750F, chiamata anche VF750F Interceptor, è un motociclo prodotto dalla casa motociclistica giapponese Honda tra il 1983 e il 1985.

## Descrizione
Presentata al salone di Colonia nel 1982, la moto è una sportiva semicarenata della famiglia VF, dotata di un propulsore dalla cilindrata di 748 cm³ a quattro cilindri. La VF 750F prende il nome dal suo motore V4 avente angolo tra le bancate di 90° con distribuzione a doppio albero a camme in testa con 16 valvole raffreddato a liquido. I quattro cilindri hanno un alesaggio di 70 mm e una corsa di 48,6 mm, con un rapporto di compressione di 10,5:1. Il motore è derivato dalle Honda Magna VF750C e Honda Sabre VF750S presente l'anno precedente nel 1982, ma è stato rivisto in più parti e componenti. 
Anche la trasmissione è parzialmente derivata da quest'ultime, ma a trasferire la potenza del propulsore sulla VF750F c'è un catena coadiuvata da un cambio a cinque marce. La moto monta un doppio impianto di scarico, con la frizione che è azionata idraulicamente. Il telaio è del tipo perimetrale in acciaio.
L'anno seguente al debutto nel 1984 ha esordito la VF700F, una versione con cubatura ridotta a 698,9 cm³.
La moto vinse la Castrol Six Hour nel 1983. La sua versione da corsa, denominata RC15, vinse anche il Campionato AMA Superbike per due anni consecutivi, nel 1984 e 1985 con Fred Merkel.